# 希钦系统
数学中，希钦可积系统是奈杰尔·希钦 (1987)提出的一类可积系统，取决于复约化群与紧黎曼曲面的选择。希钦系统是代数几何、李群理论和可积系统理论的交叉，通过共形场论，还在复数域上的几何朗兰兹对应中发挥重要作用。
希钦系统的0亏格类似物是卡尼尔可积系统，是勒内·卡尼尔发现的Schlesinger方程的某个极限，通过定义谱曲线解决了他的系统（卡尼尔系统是高丹模型的经典极限。Schlesinger方程是克尼日尼克–扎莫洛奇科夫方程的经典极限）。
几乎所有经典力学的可积系统都可作为希钦系统或Bottacin & Markman (1994)的通用推广的特例。

## 描述
用代数几何的语言来说，系统的相空间是某紧代数曲线上，余切丛到某约化群G的稳定G丛的模空间的部分紧化。这个空间被赋予了规范辛形式。简单起见，假设{\displaystyle G=\mathrm {GL} (n,\mathbb {C} )}是一般线性群，则哈密顿量可以描述如下：G丛的模空间在丛F处的切空间是
{\displaystyle H^{1}(\operatorname {End} (F)),}
根据塞雷对偶性，对偶于
{\displaystyle \Phi \in H^{0}(\operatorname {End} (F)\otimes K),}
其中K是规范丛，于是
{\displaystyle (F,\Phi )}
称作希钦对或希格斯丛，定义了余切丛中的点。取
{\displaystyle \operatorname {Tr} (\Phi ^{k}),\qquad k=1,\ldots ,\operatorname {rank} (G)}
就可得
{\displaystyle H^{0}(K^{\otimes k})}
中的元素，这是个不依赖于{\displaystyle (F,\Phi )}的向量空间。因此，在这些向量空间中任取基，就能得到函数{\displaystyle H_{i}}，这就是希钦哈密顿量。一般约化群的构造与此类似，用的是G的李代数上的不变多项式。
由于平凡的原因，这些函数在代数上是独立的，一些计算表明它们的数量恰是相空间维数的一半。非平凡部分是证明函数的泊松交换性。因此，它们定义了辛或刘维尔–阿诺德定理意义上的可积系统。

## 希钦纤维化
希钦纤维化是从希钦对的模空间到特征多项式的映射，是卡尼尔用于定义谱曲线的映射的高亏格类似物。Ngô （2006, 2010）在证明朗兰兹纲领基本引理时使用了有限域上的希钦纤维化。